# Syrská jaderná elektrárna
Syrská jaderná elektrárna (arabsky محطة الطاقة النووية السورية‎) byla plánovaná jaderná elektrárna v Sýrii. Disponovat měla dvěma tlakovodními reaktory VVER-440, které měl dodat Sovětský svaz. V důsledku havárie v Černobylu nebyla elektrárna nikdy postavena. Místo nebylo nikdy určeno.

## Historie a technické informace

### Počátky
Sýrie v 80. letech jednala se Sovětským svazem o výstavbě výzkumného reaktoru s tepelným výkonem mezi 2 a 10 MW a přidruženého výzkumného centra. Po neshodách ohledně financování z dohody se Sovětským svazem sešlo. Sýrie se poté obrátila na Argentinu, aby postavila výzkumný reaktor o výkonu 10 MW, pro který chtěla Argentina také dodat potřebné palivo. Oxidové palivo nemělo překročit obohacení 20%. Kromě reaktoru mělo vzniknout i radiologické havarijní centrum a také horké komory, ve kterých by bylo možné extrahovat radioizotopy. V roce 1995 však argentinská vláda projekt vetovala, protože postrádal zvláštní vývozní dohodu se Sýrií. Ve skutečnosti Izrael a Spojené státy na Argentinu vyvinuli tlak, aby dohodu zrušila. Z podobných důvodů selhal v roce 1991 indický export výzkumného reaktoru o výkonu 5 MW.
Nicméně v roce 1991 byly za technické pomoci Číny a MAAE zahájeny práce na výstavbě výzkumného reaktoru SRR-1 v Damašku v nově zřízeném jaderném výzkumném středisku Al-Hadžar založeném na kanadském výzkumném reaktoru Slowpoke 2. V rámci toho Sýrie v roce 1992 uzavřela dohodu s MAAE o provozování zařízení podle bezpečnostních předpisů MAAE. Reaktor je v provozu od roku 1996. Další dohoda mezi Sýrií a Ruskou federací z roku 1998 o výstavbě lehkovodního reaktoru o výkonu 25 MW pro výzkumné účely spojeného s odsolovacím zařízením však také nebyla kvůli tlaku Spojených států amerických realizována. Projekt již vyvolal kritiku, když byl oznámen ruským ministerstvem zahraničí, protože reaktor byl považován za možnost zneužití pro vojenské účely.
V souvislosti s obviněními byl reaktor SRR-1 při vyšetřování 5. června 2008 podezřelý také z vojenského použití. Během rutinního vyšetřování MAAE byly v horké komoře nalezeny nedeklarované antropogenní částice uranu. Sýrie následně tvrdila, že tyto částice nepocházejí z vojenských aktivit. MAAE tomuto tvrzení nevěřila, a tak v listopadu 2009 Sýrie hledala jiné vysvětlení a prohlásila, že žluté částice uranového koláče pocházejí z továrny na hnojiva v Homsu. Zařízení v Homsu bylo pilotním projektem MAAE společně se Sýrií na těžbu uranu na fosfáty. Sýrie nemá žádná další ložiska, ve kterých by uran nebyl vázán ve fosfátech. Během šetření dne 1. dubna 2011 v továrně na hnojiva byly odebrány vzorky, které skutečně prokázaly pravdivost tvrzení z roku 2009.

### Jaderná elektrárna
Historicky Sýrie poprvé začala spolupracovat s MAAE v roce 1976 na vypracování plánu, který by vedl k výstavbě šesti 600 MW reaktorů do 90. let. Plán byl velmi ambiciózní pro zemi bez žádné jaderné elektrárny, ale rostoucí energetické potřeby země daly podnět k myšlence, že tyto potřeby by mohly být uspokojeny jadernou energií. Vzhledem k tomu, že Sýrie neměla žádné znalosti o stavbě jaderných reaktorů, obrátila se země na počátku 80. let na Sovětský svaz, Belgii, Švýcarsko a Francii. Do mezinárodního výběrového řízení se přihlásilo více než 30 společností. Z nabídek vybrali nabídku francouzské společnosti Sofratome, načež v roce 1983 začala MAAE spolu se Sýrií hledat vhodnou lokalitu. Protože však studie proveditelnosti ukázala, že Sýrie nemá prostředky na financování reaktoru, Sofratome od smlouvy odstoupila, načež se Sýrie v roce 1985 obrátila na Sovětský svaz. Spolu se SSSR pokračovala MAAE v hledání místa. Sověti nabídli Sýrii model reaktoru VVER-440/318, který byl v té době již ve výstavbě na Kubě a další se plánovaly v Iráku, Libyi a Korejské lidově demokratické republice. Následující rok se Sýrie ocitla v ústupu od obchodu se Sovětským svazem v důsledku havárie v Černobylu.
Teprve od roku 1999 se znovu uvažovalo o zavedení jaderných elektráren při hodnocení energetické náročnosti do roku 2030, na základě analýzy syrského energetického systému se počítalo s tím, že by jedna jaderná elektrárna mohla dodávat energii od roku 2020 a druhá později. Do roku 2030 měl být v Sýrii instalovaný výkon v jaderných elektrárnách až 1600 MW. Země se soustředila na tlakovodní reaktory, jež jsou ve světě úspěšné.
V důsledku občanské války v Sýrii a pádu režimu rodiny al-Asadových je veškeré další plánování zastaveno.

## Informace o reaktorech
| Reaktor | Typ reaktoru | Výkon | Výkon  | Zahájení výstavby             | Připojení k síti              | Uvedení do provozu            | Uzavření |
| Reaktor | Typ reaktoru | Čistý | Hrubý  | Zahájení výstavby             | Připojení k síti              | Uvedení do provozu            | Uzavření |
| ------- | ------------ | ----- | ------ | ----------------------------- | ----------------------------- | ----------------------------- | -------- |
| Sýrie-1 | VVER-440/318 | -     | 440 MW | Plánování zrušeno v roce 1986 | Plánování zrušeno v roce 1986 | Plánování zrušeno v roce 1986 |          |
| Sýrie-2 | VVER-440/318 | -     | 440 MW | Plánování zrušeno v roce 1986 | Plánování zrušeno v roce 1986 | Plánování zrušeno v roce 1986 |          |